# Flaga stanowa Alaski
Flaga stanowa Alaski – flaga amerykańskiego stanu Alaska. Składa się z ośmiu gwiazd na niebieskim tle: Gwiazdy Polarnej oraz siedmiu gwiazd tworzących Wielki Wóz w gwiazdozbiorze Wielkiej Niedźwiedzicy.
Flagę wybrano w drodze konkursu ogłoszonego w 1927 r. Zwyciężył Benny Benson, 13-letni mieszkaniec Seward. Według niego kolor niebieski symbolizuje niebo oraz niezapominajkę (uznaną w 1949 narodowym kwiatem Alaski). Gwiazda Polarna jest gwiazdą stanu najbardziej wysuniętego na północ. Wielka Niedźwiedzica jest symbolem siły. Później rozszerzono znaczenie barw: błękitnej – morze i jeziora, oraz złotej – bogactwa mineralne.
Przyjęta 2 maja 1927. Proporcje flagi to 125:177.